# Square Claude-Bernard
Pour les articles homonymes, voir Claude Bernard.
Le square Claude-Bernard est un grand espace vert de Paris, situé dans le 19e arrondissement de Paris.

## Situation et accès
Le square est accessible par les rues Jacques-Duchesne et Émile-Bollaert ainsi que le boulevard Macdonald.
Ce site est desservi par la ligne 12 à la station de métro Porte de la Chapelle ; par la ligne 7 à la station de métro Porte de la Villette ; par la ligne E du RER à la gare Rosa-Parks et par la ligne 3b du tramway d'Île-de-France à la station Rosa-Parks.

## Origine du nom
Ce square rend hommage au médecin et physiologiste français Claude Bernard (1813-1878).

## Historique
Créé en 2000, s'étend sur 10 100 m2, ce qui en fait le deuxième plus grand square de l'arrondissement.